# Lagenocarpus eriopodus
Lagenocarpus eriopodus är en halvgräsart som beskrevs av Tetsuo Michael Koyama och Bassett Maguire. Lagenocarpus eriopodus ingår i släktet Lagenocarpus och familjen halvgräs. Inga underarter finns listade i Catalogue of Life.